# Šegova vas
Šegova vas – wieś w Słowenii, w gminie Loški Potok. W 2018 roku liczyła 101 mieszkańców.